# Bobby als Amor
Bobby als Amor ist ein deutscher Spielfilm von 1916.

## Hintergrund
Produziert wurde der Stummfilm von der Bayerischen Film-Vertriebs-GmbH München (Nr. 101). Er hat eine Länge von drei Akten. Die Zensur fand im August 1916 statt. Die Polizei Berlin erließ ein Jugendverbot (Nr. 39572).